# Milla Jansen
Pour les articles homonymes, voir Jansen.
Milla Jansen, née le 29 novembre 2006, est une nageuse australienne, spécialiste des épreuves de nage libre.

## Carrière
En 2024, Milla Jansen remporte une médaille d'argent aux championnats du monde juniors dans le 100 m nage libre.
En août 2024, elle remporte une médaille d'or aux championnats pan-pacifique juniors sur la distance de 50 m. Le 25 octobre 2024, elle bat le record d'Australie de sa tranche d'âge sur 200 m nage libre en petit bassin.
Elle remporte une médaille d'argent dans le relais 4 × 100 m nage libre et une médaille de bronze dans le relais 4 x 200 m nage libre aux championnats du monde de natation en petit bassin 2024.

## Palmarès

### Championnats du monde en grand bassin
- Championnats du monde 2025 à Singapour :
  -  Médaille d'or du relais 4 × 100 m nage libre.
  -  Médaille d'or du relais 4 × 200 m nage libre (participe uniquement aux séries).